# Schoolkatechismus
De Schoolkatechismus was een catechismus die tussen 1920 en 1964 op alle Nederlandse katholieke scholen werd gebruikt voor de catechisatie. Vanaf het herstel van de bisschoppelijke hiërarchie in 1853 waren er verschillende boeken voor kinderen in omloop waarin de geloofsleer van de Kerk werd uitgelegd. In 1920 vonden de Nederlandse bisschoppen het nuttig dat er voor het gehele land één catechismus zou komen. Zij stelden deze dan ook verplicht.
Het eerste deel van de Schoolkatechismus is in vraag- en antwoordvorm en volgt daarmee de methode van de catechismus van Petrus Canisius uit 1555. Generaties katholieke kinderen zijn opgegroeid met deze teksten. De bedoeling was dat katholieke kinderen alle vragen en antwoorden uit hun hoofd leerden. Vooral de eerste vraag, met bijbehorend antwoord, is zeer bekend: 
Vraag 1: Waartoe zijn wij op aarde? 
Antwoord: Wij zijn op aarde om God te dienen en daardoor hier en in het hiernamaals gelukkig te zijn.
Tijdens de Tweede Beeldenstorm, als gevolg van het Tweede Vaticaans Concilie, aan het begin van de jaren zestig ontstond bij sommigen twijfel over de zin van deze didactische aanpak. Daarnaast kwam men tot de overtuiging dat de inhoud voor kinderen te zwaar en soms zelfs onbegrijpelijk was. Daarom werd het gebruik van de Schoolkatechismus in 1964 afgeschaft.